# Inlandsvägen
Inlandsvägen is een Zweedse term voor een weg die door de Zweedse binnenlanden van zuid naar noord loopt. De bekendste voorbeelden van een inlandsväg zijn het Zweedse gedeelte van de E45 van Göteborg tot Karesuando en de Riksväg 26 van Halmstad tot Mora. Vooral de E45 wordt veel gebruikt door toeristen voor hun trek door Zweden en hun weg naar de Noordkaap.
Vanaf Mora loopt de inlandsväg E45 parallel met de Inlandsbanan, een toeristisch treinspoor dat eerst diende voor vrachtvervoer (hout), maar in de zomer nu bereden wordt door meestal twee treinen per dag (1 zuidwaarts, 1 noordwaarts), maar ook soms maar eenmaal per dag. De weg en de spoorbaan hebben er deels voor gezorgd dat een deel van bevolking in het binnenland bleef wonen, want de urbanisatie naar de steden langs de kust zorgde voor een leegloop.

## Fotogalerij

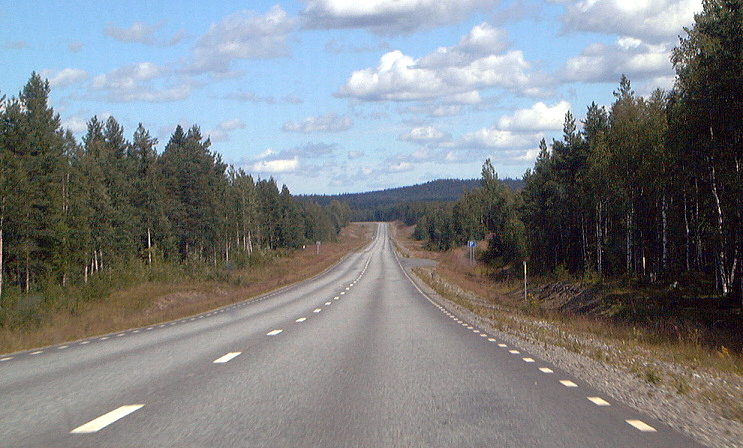
De inlandsvägen in het zuiden van Lappland
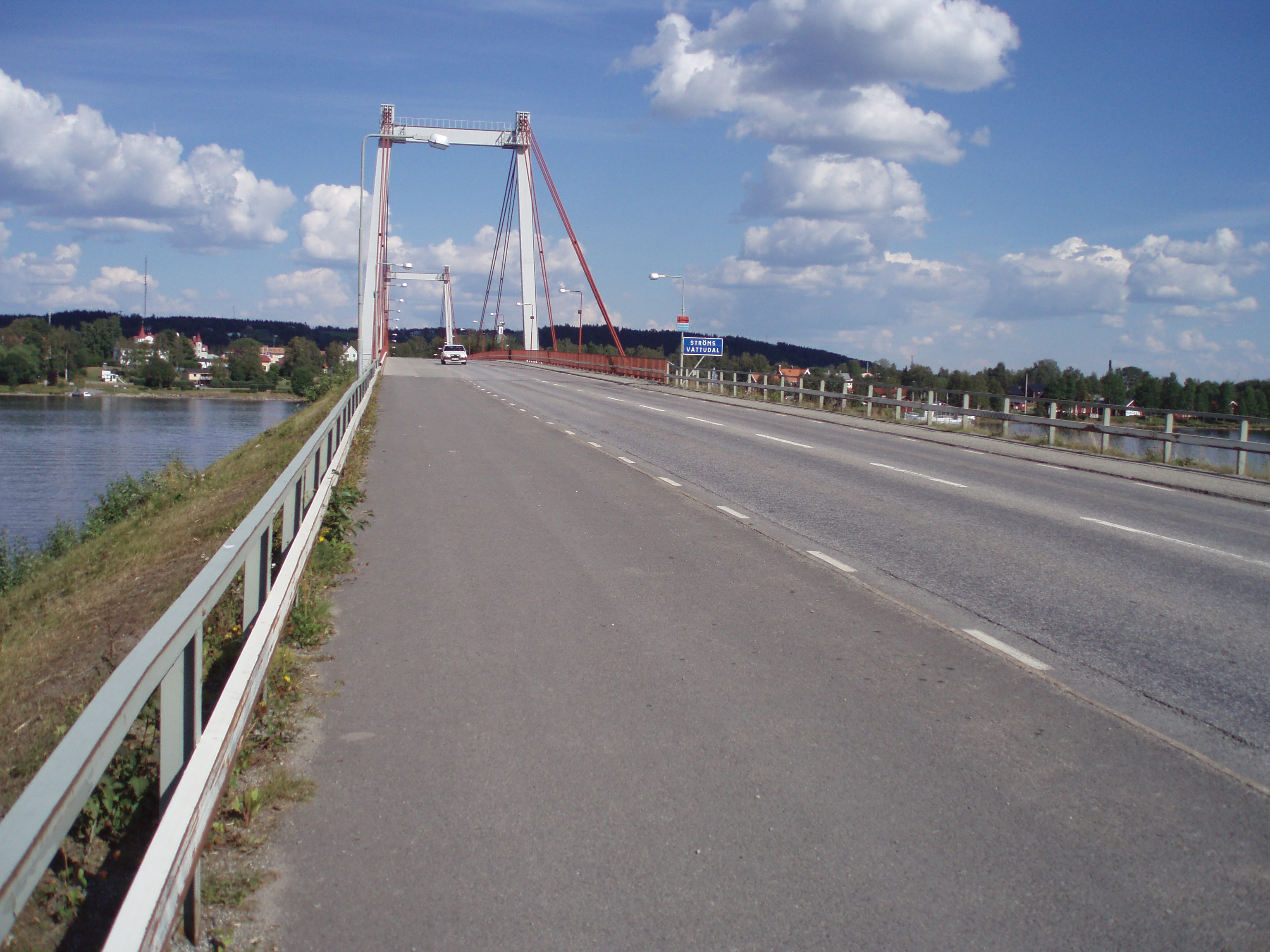
Brug nabij Strömsund
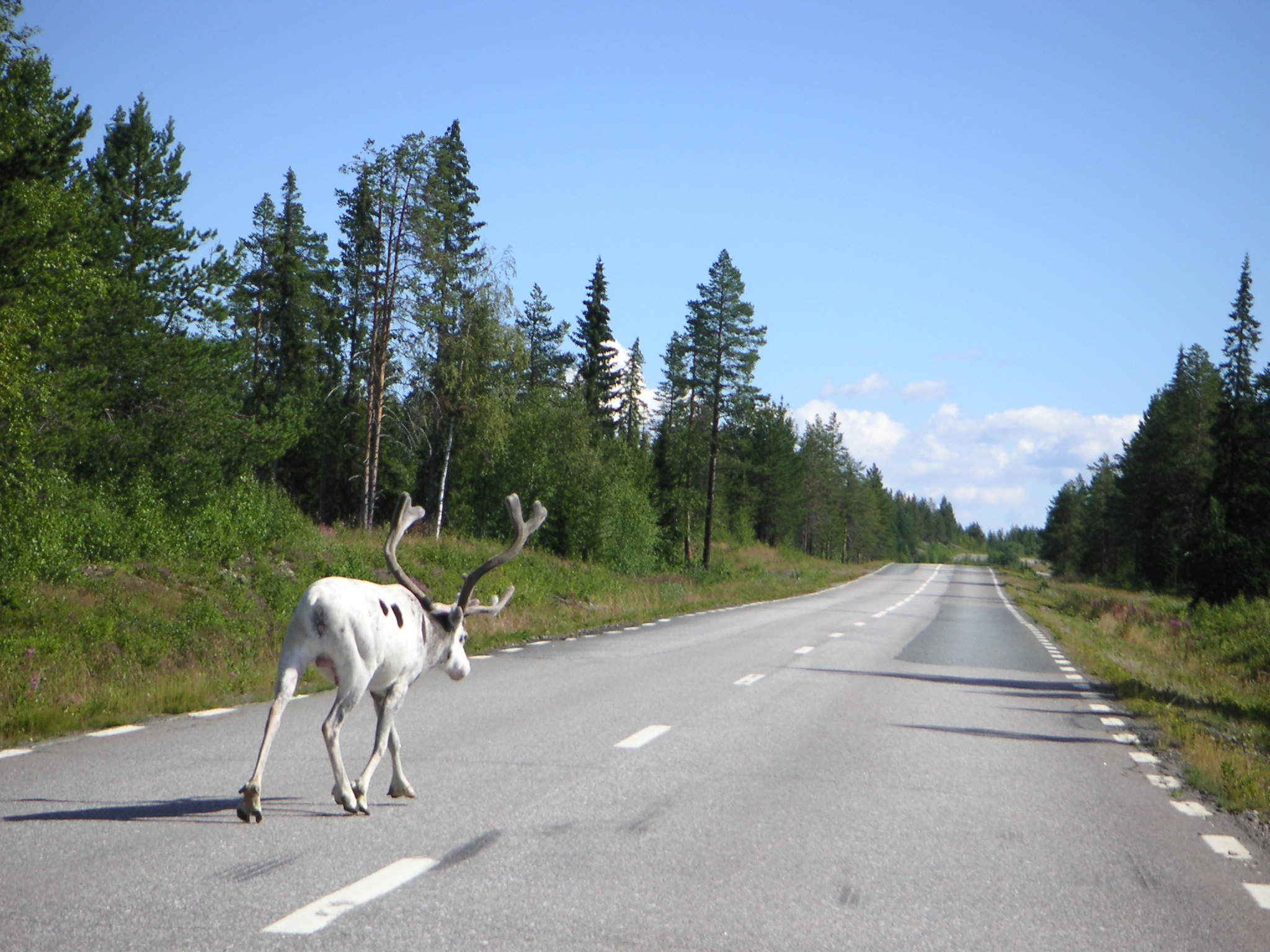
Rendier op de weg bij Sorsele